# 개방형 시스템 아키텍처
개방형 시스템 아키텍처(Open systems architecture)는 개조나 재설계 없이도 본질적으로 상호운용 가능하고 연결 가능한 시스템을 만들고자 하는 시스템 설계 접근 방식이다.

## 개념
시스템 설계는 목표를 달성하거나 일련의 요구사항을 충족하는 데 필요한 아키텍처, 방법 및 인터페이스를 정의하고 엔지니어링하는 과정이다. 개방형 시스템 아키텍처에서 설계는 초기 작동 후 시스템을 나중에 확장하거나 수정할 수 있도록 의도적인 조항을 포함한다. 하나의 특정 보편적인 OSA는 없지만, 시스템에 적용되는 특정 OSA가 엄격하게 정의되고 문서화되는 것이 필수적이다. 예를 들어, 정보 기술 및 전기 통신에서 이러한 설계 원칙은 개방형 시스템으로 이어진다.

## 전기 통신
전기 통신에서 개방형 시스템 아키텍처(OSA)는 통신 또는 분산 데이터 처리 시스템의 계층적 구조, 구성 또는 모델을 설명하는 표준이다. 이를 통해 시스템 설명, 설계, 개발, 설치, 작동, 개선 및 유지 보수를 계층 구조의 추상화 계층에서 수행할 수 있다. 각 계층은 그 위에 있는 계층의 기능에 의해 제어되고 사용될 수 있는 일련의 접근 가능한 기능을 제공한다. 각 계층은 다른 계층의 구현에 영향을 주지 않고 구현될 수 있다. 하나 이상의 계층을 수정하여 시스템 성능을 변경하는 것은 나머지 계층의 기존 장비, 절차 및 프로토콜을 변경하지 않고도 수행될 수 있다.
독립적인 변경의 예로는 데이터 링크 계층이나 네트워크 계층에 영향을 주지 않고 물리 계층에서 유선에서 광섬유로 전환하는 것(단, 더 많은 트래픽 용량을 제공하기 위함), 물리 계층을 변경하지 않고 네트워크 수준에서 작동 프로토콜을 변경하는 것이 있다.

## 같이 보기
- 하드웨어 개방형 시스템 기술
- 상호운용성 정보 시스템 아키텍처
- 아키텍처 패턴
- 엔터프라이즈 아키텍처
- OSI 모형
- 개방형 시스템 환경 참조 모델